# 薩摩藩遣英使節団

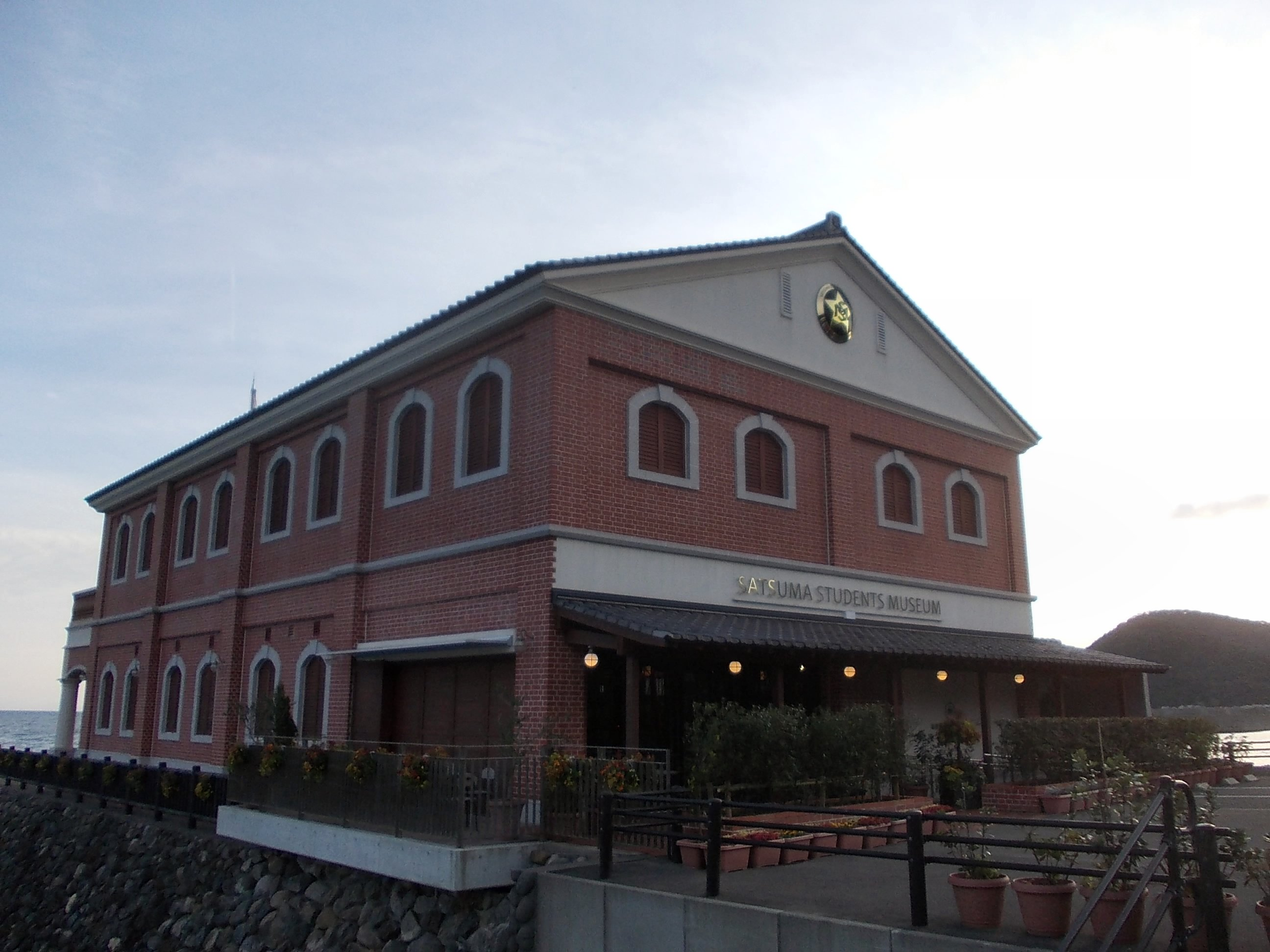
薩摩藩英国留学生記念館（鹿児島県いちき串木野市）

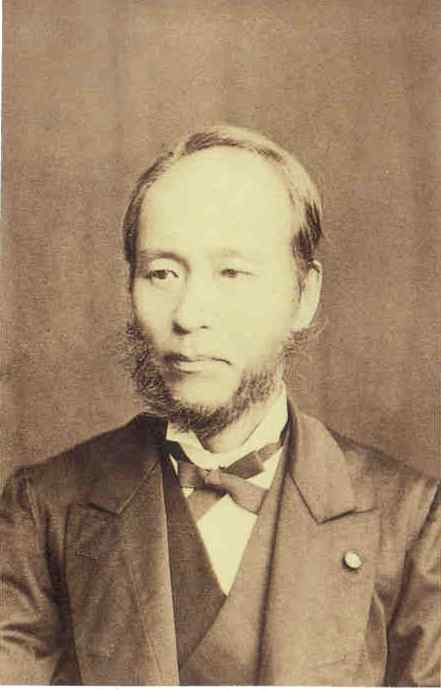
松木弘安

薩摩藩遣英使節団（さつまはんけんえいしせつだん）は、幕末期に薩摩藩がイギリスに派遣した使節団。3名の視察係と15名の留学生（薩摩藩第一次英国留学生）に通訳1名の計19人で1865年に渡英した。

## 概要
薩摩藩は新納久脩（新納中三）、五代友厚、松木弘安（寺島宗則）の3人から成る外交使節団を、町田久成、森有礼ら15名の留学生と共にイギリスに派遣した。使節は1865年4月17日（元治2年3月22日）、薩摩国串木野羽島（鹿児島県いちき串木野市）からトーマス・グラバーの手配した船（オースタライエン号）で出航した。松木は、ローレンス・オリファントを通じてイギリス外相のラッセル伯に雄藩連合政権樹立の構想を説き、その対日外交に影響を与えたといわれる。ロンドンでは当時はまだ仇敵同士であった長州藩の長州五傑と遭遇している。
使節団はフランス・プロイセン・オランダ・ベルギー各国を歴訪・視察した。ロンドンにおいてベルギー貴族（フランス国籍）のシャルル・ド・モンブラン伯爵から貿易商社設立の話を持ちかけられ、ブリュッセルにおいて薩摩藩とモンブランの商社設立契約を結んだ。さらに、1867年のパリ万国博覧会参加を協議して、翌慶応2年（1866年）に帰国した。
また、留学生の内、森ら6名は、オリファントの紹介で、1867年7月にアメリカに渡っている。

## 構成
訪英したメンバーは薩摩藩開成所の者を中心とする以下の19名である（役職と年齢は当時）。
- 新納久脩（大目付、32歳）使節団長
- 町田久成（大目付・薩摩藩開成所掛（学頭）、27歳）
- 寺島宗則（32歳）
- 五代友厚（29歳）
- 堀孝之（19歳）通訳
- 畠山義成（当番頭、22歳）
- 名越時成（当番頭、17歳）
- 村橋久成（御小姓組番頭、22歳）
- 朝倉盛明（開成所句読師、21歳）医師
- 鮫島尚信（開成所訓導師、20歳）

- 松村淳蔵（開成所第一等諸生、23歳）
- 森有礼（開成所第二等諸生、17歳）
- 高見弥一（開成所第三等諸生、21歳）
- 東郷愛之進（開成所第三等諸生、23歳）
- 吉田清成（開成所第三等諸生、20歳）
- 長沢鼎（開成所第三等諸生、13歳）
- 町田申四郎（開成所諸生、17歳）
- 町田清蔵（開成所諸生、14歳）
- 中村博愛（長崎遊学生、22歳）

## 若き薩摩の群像

若き薩摩の群像

鹿児島中央駅には彫刻家の中村晋也による「若き薩摩の群像」のモニュメントがある。1982年（昭和57年）に鹿児島市が50万都市達成を記念して建立した。当初は19人中17人の像のみであったが、2020年2月12日に薩摩藩出身でなく像がなかった堀孝之と高見弥一の像の追加を鹿児島市が決定した。同年9月30日には除幕式が行われた。